# هاگلوفس
هگلوفس یک شرکت تجهیزات فضای باز سوئدی است که در سال ۱۹۱۴ توسط ویکتور هاگلوف تأسیس شد. این شرکت در حال حاضر متعلق به سرمایه‌گذاری لاین‌راک می‌باشد.